# L-도파퀴논
L-도파퀴논(영어: L-dopaquinone)은 L-도파(L-다이하이드록시페닐알라닌)의 대사산물이며, 멜라닌의 전구체이다. o-도파퀴논(영어: o-dopaquinone)이라고도 한다.
멜라닌의 생합성은 멜라닌 세포에서 일어나는 데 L-티로신이 L-도파로 전환된 다음, 이어서 도파퀴논으로 전환되고, 도파퀴논이 계속해서 페오멜라닌 또는 유멜라닌으로 전환된다.
|  |

## 같이 보기
- 퀴논
- 토파퀴논
- 멜라닌